# Stara Łubianka
Stara Łubianka (deutsch Lebehnke) ist ein Dorf in der Landgemeinde (Gmina) Szydłowo (Groß Wittenberg) im Powiat Pilski (Schneidemühler Kreis) der polnischen Woiwodschaft Großpolen.

## Geographische Lage
Das Kirchdorf liegt im Netzedistrikt des ehemaligen Westpreußen, etwa 14 Kilometer ostsüdöstlich von Wałcz (Deutsch Krone) und neun Kilometer nördlich von Piła (Schneidemühl).

## Geschichte

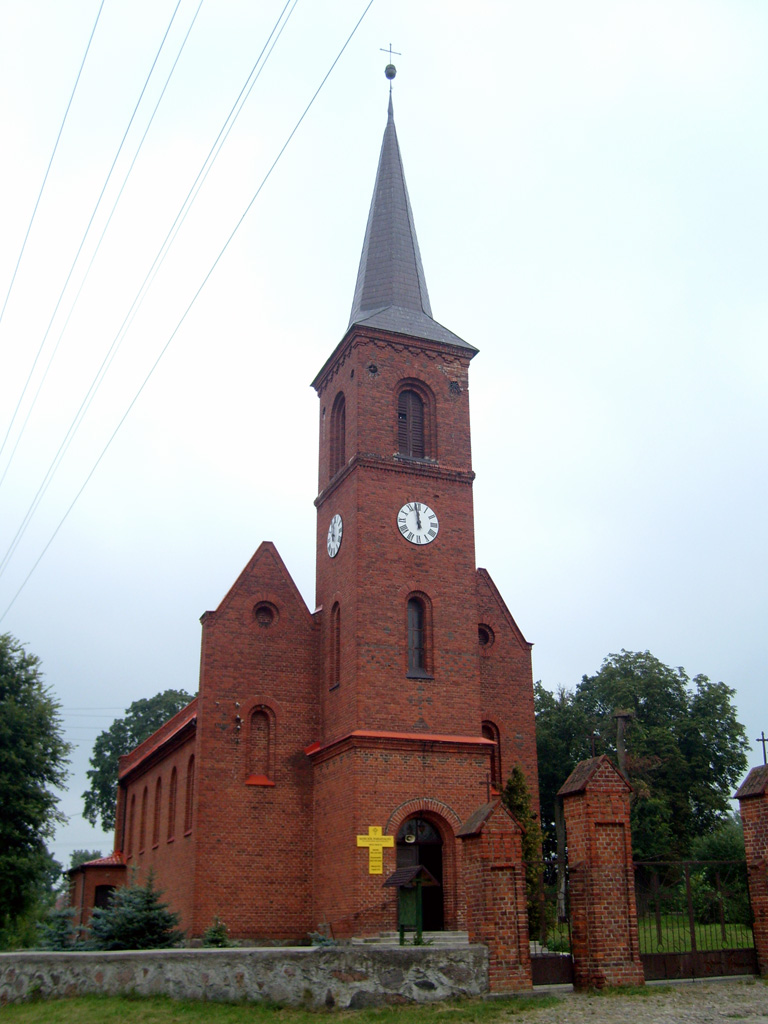
Dorfkirche, bis 1945 Gotteshaus der katholischen Gemeinde Lebehnke (Aufnahme 2007)

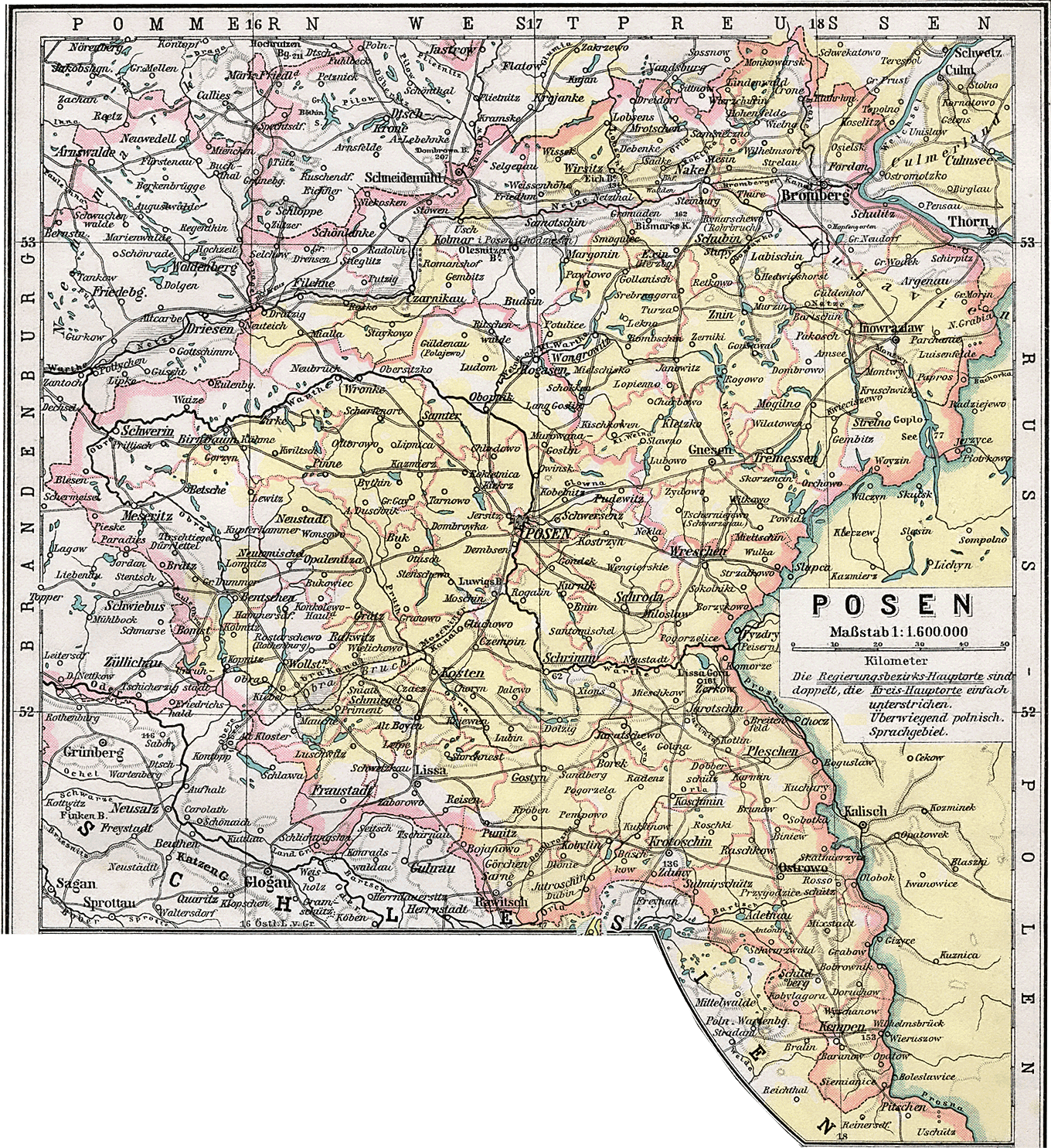
Dorf Lebehnke (Alt Lebehnke), nördlich der Stadt Schneidemühl und östlich der Stadt Deutsch Krone, westlich der Küddow und südlich der Döberitz, auf einer Landkarte der Provinz Posen von 1905 (gelb markierte Flächen kennzeichnen Gebiete mit seinerzeit mehrheitlich polnischsprachiger Bevölkerung)

Die Grenzregion des Netzedistrikts, in der das Dorf liegt, hatte ursprünglich zum Herzogtum Pommern gehört, war vorübergehend unter polnische Herrschaft gelangt und dann an die Markgrafen von Brandenburg gekommen. Im Rahmen der Ersten Teilung Polen-Litauens wurde das Dorf 1772 zusammen mit dem Landkreis Deutsch Krone mit Preußen wiedervereinigt.
Ältere Ortsbezeichnungen sind Lubianka (1500), Libionka (1606), Libenicke (1607), Lubenecke (1622), Lubionka (1641), Lebenecke (1735), neupolnisch Lebionka. Das Dorf ist nach dem Flüsschen Lubionka benannt (Laba altsl. = Fließ). Das sehr alte Dorf war einst Hauptort der Starosterei Uść. Uść war schon 1336
der Familie Güntersberg, die hier begütert war und im 18. Jahrhundert ausgestorben ist, von den Polen entrissen worden. Die königlich preußische Regierung begann im Jahr 1776 die Urbarmachung des Netze- und Küddow-Bruchs in diesem Amt.
Um 1783 war Lebehnke ein Vorwerk mit einem großen Dorf und einer katholischen Kirche. In Lebehnke hatte das Königliche Domänenamt seinen Sitz, dem 33 Ortschaften einschließlich zweier Gratialgüter zugeordnet waren. Im Jahr 1820 wurde 31 Ortschaften des Amts Lebehnke namentlich aufgelistet. Das Domänenamt Lebehnke wurde 1824 mit den Ämtern Schloppe und Schrotz zum Domänenamt Deutsch Krone zusammengelegt
Um 1930 hatte Lebehnke fünf Wohnstätten:
- Bahnhof Lebehnke
- Forsthaus Springberg
- Forsthaus Zabelsmühl
- Hilfsförster- und Waldarbeitergehöft Zabelsmühl
- Lebehnke

Im Jahr 1945 gehörte Lebehnke zum Landkreis Deutsch Krone im Regierungsbezirk Grenzmark Posen-Westpreußen der preußischen Provinz Pommern des Deutschen Reichs. Lebehnke war Sitz des Amtsbezirks Lebehnke.
Im Februar 1945 wurde Lebehnke von der Roten Armee besetzt. Nach Beendigung der Kampfhandlungen wurde die Region seitens der sowjetischen Besatzungsmacht zusammen mit ganz Hinterpommern und der südlichen Hälfte Ostpreußens – militärische Sperrgebiete ausgenommen – der Volksrepublik Polen zur Verwaltung überlassen. Es wanderten nun Polen zu. Lebehnke wurde unter der polnischen Ortsbezeichnung „Stara Łubianka“ verwaltet. In der Folgezeit wurde die einheimische Bevölkerung von der polnischen Administration aus Lebehnke vertrieben.

### Demographie
| Jahr | Einwohner | Anmerkungen |
| ---- | --------- | --- |
| 1783 | –         | königliches Dorf und Vorwerk nebst zwei Förstereien und einer katholischen Kirche, im Netzedistrikt in Westpreußen, Kreis Krone, 80 Feuerstellen (Haushaltungen), Sitz des Domänenamts                                          |
| 1818 | 600       | königliches Dorf und Amtssitz |
| 1864 | 1253      | davon 1165 im Dorf (510 Evangelische und 642 Katholiken) und 88 im Gutsbezirk (53 Evangelische und 35 Katholiken) |
| 1910 | 1364      | am 1. Dezember, davon 1257 im Dorf (darunter 480 Evangelische, 761 Katholiken, zwölf Juden; 62 mit polnischer Muttersprache) sowie 107 im Gutsbezirk (darunter 35 Evangelische, 72 Katholiken; 44 mit polnischer Muttersprache) |
| 1925 | 1349      | darunter 572 Evangelische, 771 Katholiken, zwei Juden, zwei Einwohner ohne religiöses Bekenntnis und zwei Einwohner ohne Angaben zur Konfession                                                                                 |
| 1933 | 1290      | [ 12 ] |
| 1939 | 1230      | [ 12 ] |

## Kirche

### Katholisches Kirchspiel
Die Katholiken hatten im Ort seit Jahrhunderten ihre eigene Kirche.

### Evangelisches Kirchspiel
Nachdem das Bethaus der hiesigen evangelischen Gemeinde durch die Königin Constanze abgenommen war, wurde hier gegen Ende des 17. Jahrhunderts der evangelische Gottesdienst gestattet. Eine evangelische Kirche wurde 1848 in Lebehnke auf königliche Kosten neu erbaut und 1849 eingeweiht. Gleichzeitig wurde 1849 die Parochie Lebehnke gegründet.
Evangelische Prediger vor 1945
- Bernhard Pröle, 1688–1743[1]
- Ludwig Grützmacher, seit 1743, aus Virchow in der Neumark[1]